# Copa Mundial de Fútbol Americano de 2011
La Copa Mundial de Fútbol Americano de 2011 fue la cuarta edición de la Copa Mundial de Fútbol Americano. Se llevó a cabo del 8 al 16 de julio de 2011 en tres ciudades de Austria. Las sedes fueron Viena, Innsbruck y Graz. Viena fue la sede de los partidos finales.
Austria calificó como país sede, así como Estados Unidos, por ser el campeón reinante, y las cuatro confederaciones de la IFAF sostuvieron partidos de calificación. En el Congreso de la IFAF de 2009, donde se escogió la sede de la Copa Mundial, se registró la marca del mayor número de federaciones nacionales representantes, con 35 países representados.

## Calificación

### Europa
- Austria calificó como país sede.
- Alemania calificó al llegar a la final y ganarla en el Campeonato de Europa de Fútbol Americano de 2010.
- Francia calificó al llegar a la final del Campeonato de Europa de Fútbol Americano de 2010.

### América del Norte
- Estados Unidos calificó como campeón reinante, título conseguido en la Copa Mundial de Fútbol Americano de 2007.
- Canadá
- México

### Asia
- Japón calificó después de vencer a Corea del Sur en un partido de calificación celebrado en febrero de 2011.[4]

### Oceanía
- Australia

## Estadios
Estadios sede de la Copa Mundial de Fútbol Americano de 2011.
| Innsbruck                                  | Graz                                      | Viena                                            |
| ------------------------------------------ | ----------------------------------------- | ------------------------------------------------ |
| Tivoli Neu Stadion                         | UPC-Arena                                 | Ernst-Happel-Stadion                             |
| 47°15′21″N 11°24′39″E / 47.25583, 11.41083 | 47°2′46″N 15°27′16″E / 47.04611, 15.45444 | 48°12′25.8″N 16°25′13.9″E / 48.207167, 16.420528 |
| Capacidad: 30.000                          | Capacidad: 15.400                         | Capacidad: 53.008                                |
|                                            |                                           |                                                  |

## Primera fase

### Partidos

#### Grupo 1
| Equipo         | PJ | PG | PP | PF  | PC  |
| -------------- | -- | -- | -- | --- | --- |
| Estados Unidos | 3  | 3  | 0  | 126 | 14  |
| México         | 3  | 2  | 1  | 94  | 32  |
| Alemania       | 3  | 1  | 2  | 52  | 90  |
| Australia      | 3  | 0  | 3  | 20  | 156 |

| Fecha: 8 de julio | Estadio: Tivoli Neu | Asistencia: 6 000 | Reporte |  |

| Fecha: 8 de julio | Estadio: Tivoli Neu | Asistencia: 4 000 | Reporte |  |

| Fecha: 10 de julio | Estadio: Tivoli Neu | Asistencia: 5 000 | Reporte |  |

| Fecha: 10 de julio | Estadio: Tivoli Neu | Asistencia: 6 800 | Reporte |  |

| Fecha: 12 de julio | Estadio: Tivoli Neu | Asistencia: 1 500 | Reporte |  |

| Fecha: 12 de julio | Estadio: Tivoli Neu | Asistencia: 9 000 | Reporte |  |

#### Grupo 2
| Equipo  | PJ | PG | PP | PF  | PC |
| ------- | -- | -- | -- | --- | -- |
| Canadá  | 3  | 3  | 0  | 112 | 51 |
| Japón   | 3  | 2  | 1  | 86  | 47 |
| Francia | 3  | 1  | 2  | 44  | 96 |
| Austria | 3  | 0  | 3  | 36  | 84 |

| Fecha: 9 de julio | Estadio: UPC-Arena | Asistencia: 6 000 | Reporte |  |

| Fecha: 9 de julio | Estadio: UPC-Arena | Asistencia: 5 000 | Reporte |  |

| Fecha: 11 de julio | Estadio: UPC-Arena | Asistencia: 2 500 | Reporte |  |

| Fecha: 11 de julio | Estadio: UPC-Arena | Asistencia: 4 500 | Reporte |  |

| Fecha: 13 de julio | Estadio: UPC-Arena | Asistencia: 2 000 | Reporte |  |

| Fecha: 13 de julio | Estadio: UPC-Arena | Asistencia: 4 800 | Reporte |  |

## Segunda fase

### Partido por el 7º lugar
| Fecha: 15 de julio | Estadio: Estadio Ernst Happel | Asistencia: 4 128 | Reporte |  |

### Partido por el 5º lugar
| Fecha: 16 de julio | Estadio: Estadio Ernst Happel | Asistencia: 16 800 | Reporte |  |  |

### Partido por el 3º lugar
| Fecha: 15 de julio | Estadio: Estadio Ernst Happel | Asistencia: 4 128 | Reporte |  |

### Gran final
| Fecha: 16 de julio | Estadio: Estadio Ernst Happel | Asistencia: 20 000 | Reporte |  |

## Estadísticas Individuales

### Pasando
| #  | Jugador              | Att | Comp | YDS | TD | INT |
| -- | -------------------- | --- | ---- | --- | -- | --- |
| 1  | Joachim Ullrich      | 96  | 58   | 881 | 6  | 5   |
| 2  | Michael Faulds       | 97  | 64   | 805 | 6  | 4   |
| 3  | Cody Hawkins         | 88  | 60   | 784 | 5  | 1   |
| 4  | Max Sprauel          | 98  | 57   | 575 | 5  | 1   |
| 5  | Tetsuo Takata        | 80  | 48   | 559 | 3  | 1   |
| 6  | Rodrigo O.Perez      | 72  | 49   | 556 | 3  | 1   |
| 7  | Kiernan Dorney       | 83  | 40   | 465 | 3  | 3   |
| 8  | Christoph Gross      | 72  | 31   | 377 | 1  | 4   |
| 9  | Bruno Daniel Marques | 42  | 22   | 368 | 2  | 2   |
| 10 | Thomas Haider        | 38  | 23   | 363 | 3  | 2   |

### Recibiendo
| #  | Jugador              | No. | YDS | TD | Long |
| -- | -------------------- | --- | --- | -- | ---- |
| 1  | Niklas Romer         | 14  | 253 | 2  | 50   |
| 2  | Nate Kmic            | 6   | 236 | 1  | 53   |
| 3  | José Antonio Alfonso | 13  | 226 | 1  | 76   |
| 4  | Scott Valberg        | 13  | 189 | 1  | 52   |
| 5  | Shawmawd Chambers    | 13  | 174 | 2  | 47   |
| 6  | Jakob Dieplinger     | 9   | 173 | 2  | 54   |
| 7  | Michihiro Ogawa      | 9   | 157 | 1  | 38   |
| 8  | Oscar Ruiz           | 12  | 152 | 1  | 44   |
| 9  | Jeremy Rabot         | 10  | 139 | 2  | 71   |
| 10 | Locklan Gilbert      | 5   | 134 | 2  | 76   |

## Equipo all-tournament[5]
Head Coach del campeonato:  Mel Tjeerdsma

MVP del campeonato:  Nate Kmic #1 RB

### Primer equipo
| Posición | País                      | N.º | Nombre             |
| -------- | ------------------------- | --- | ------------------ |
| OL       | Bandera de México         | 70  | Malos Santiago     |
| OL       | Bandera de Estados Unidos | 77  | Dane Wardenburg    |
| OL       | Bandera de Estados Unidos | 75  | Nick Rossi         |
| OL       | Bandera de Canadá         | 61  | Matt Norman        |
| OL       | Bandera de Canadá         | 66  | Zachary Pollari    |
| RB       | Bandera de Canadá         | 33  | Matt Walter        |
| RB       | Bandera de Estados Unidos | 28  | Henry Harris       |
| RB/WR    | Bandera de Estados Unidos | 1   | Nate Kmic          |
| WR       | Bandera de Canadá         | 84  | Shamawd Chambers   |
| WR       | Bandera de Japón          | 11  | Naoki Maeda        |
| QB       | Bandera de Estados Unidos | 7   | Cody Hawkins       |
| K        | Bandera de México         | 19  | Jose Carlos Maltos |
|          |                           |     |                    |
| DL       | Bandera de Estados Unidos | 91  | Charles Bay        |
| DL       | Bandera de Estados Unidos | 99  | Daniel Calvin      |
| DL       | Bandera de Canadá         | 90  | Adriano Belli      |
| LB       | Bandera de Estados Unidos | 44  | Zach Watkins       |
| LB       | Bandera de Canadá         | 54  | Anthony Maggiacomo |
| LB       | Bandera de México         | 56  | Manuel Padilla     |
| LB       | Bandera de Estados Unidos | 23  | Osayi Osunde       |
| DB       | Bandera de Canadá         | 20  | Sammy Okpro        |
| DB       | Bandera de Estados Unidos | 12  | DeWayne Lewis      |
| DB       | Bandera de Estados Unidos | 27  | Jeff Franklin      |
| DB       | Bandera de Japón          | 21  | Koki Kato          |

### Segundo equipo
| Posición | País                      | N.º | Nombre           |
| -------- | ------------------------- | --- | ---------------- |
| OL       | Bandera de Austria        | 79  | Valentin Gruber  |
| OL       | Bandera de Estados Unidos | 65  | Josh Koeppel     |
| OL       | Bandera de Alemania       | 50  | Nick Wieland     |
| OL       | Bandera de Estados Unidos | 67  | Alex Alvarez     |
| OL       | Bandera de Alemania       | 64  | Sascha Sauer     |
| RB       | Bandera de Francia        | 22  | Dimitri Kiernan  |
| RB       | Bandera de México         | 23  | Jonathan Barrera |
| RB/WR    | Bandera de Alemania       | 84  | Niklas Römer     |
| WR       | Bandera de Austria        | 1   | Jakob Dieplinger |
| WR       | Bandera de Francia        | 18  | Jeremy Rabot     |
| QB       | Bandera de Canadá         | 3   | Michael Faulds   |
| K        | Bandera de Japón          | 15  | Daisuke Aoki     |
|          |                           |     |                  |
| DL       | Bandera de Francia        | 45  | Giovanni Nanguy  |
| DL       | Bandera de Japón          | 43  | Yasuo Wakisaka   |
| DL       | Bandera de Estados Unidos | 98  | Tyler Roach      |
| LB       | Bandera de Estados Unidos | 43  | Terrence Jackson |
| LB       | Bandera de Estados Unidos | 5   | Jorge Valdez     |
| LB       | Bandera de Alemania       | 13  | Jasson Scott     |
| LB       | Bandera de Austria        | 58  | Florian Hueter   |
| DB       | Bandera de Estados Unidos | 22  | Stefan Virgil    |
| DB       | Bandera de Canadá         | 21  | Troy Adams       |
| DB       | Bandera de Alemania       | 7   | Leonard Greene   |
| DB       | Bandera de Francia        | 3   | Arnaud Vidaller  |